# Spoeskovaja (rivier)
De Spoeskovaja (Russisch: Спусковая) is een rivier in de Russische autonome republiek Boerjatië. De rivier ontstaat uit het Tsjortovomeer in de Chamar-Daban en stroomt uit in de rivier de Oetoelik. Langs de rivier loopt een toeristisch pad naar de Oetoelik en verder naar de Snezjnaja, Chara-Moerin, het Patovojemeer en andere natuurlijke objecten.